# Pollimyrus brevis
Pollimyrus brevis és una espècie de peix de nas d'elefant de la família Mormyridae present en diverses conques hidrogràfiques a l'est d'Àfrica, entre elles els rius Uele i Ubangui. És nativa d'Angola i la República Democràtica del Congo. Pot arribar a una grandària aproximada de 60 mm.
Respecte a l'estat de conservació, es pot indicar que d'acord amb la UICN, aquesta espècie pot catalogar-se en la categoria «risc mínim (LC)».